# 한국학중앙연구원

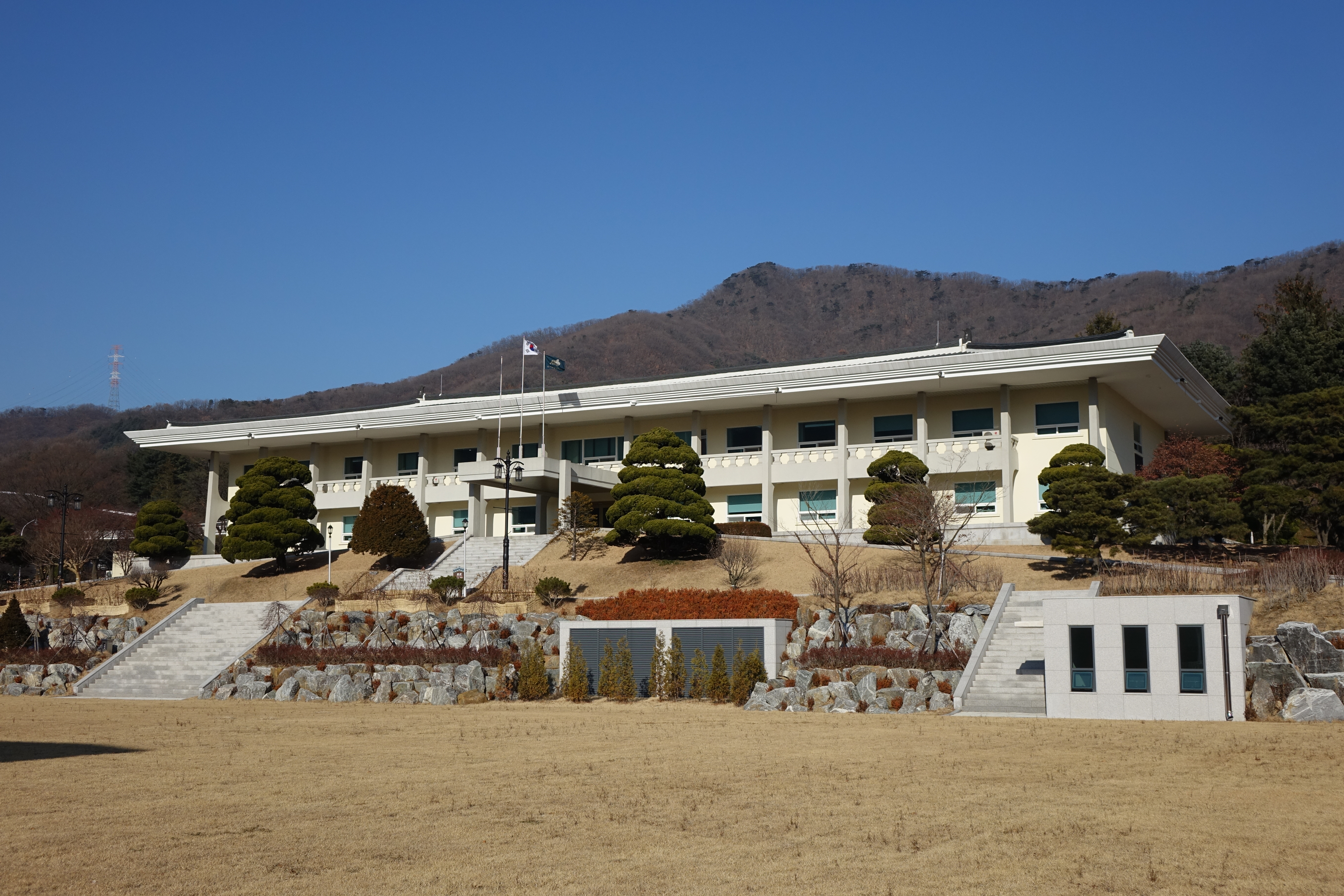
본관

한국학중앙연구원(韓國學中央硏究院, The Academy of Korean Studies, 약칭: AKS)은 한국 문화의 심층연구 및 교육 등을 통하여 한국학을 진행하기 위해 설립된 교육부 산하 기타공공기관인 재단법인으로 서울대학교 규장각한국학연구원, 한국국학진흥원과 함께 국내 3대 공립 한국학 연구 및 자료보존수집기관으로 여겨진다.
한국 문화에 대한 인문 사회과학적 연구, 국내외 한국학 분야 연구 요원 양성, 고전 자료의 수집, 연구, 번역 및 출판 등 한국학 연구와 한국민족문화대백과사전, 한국향토문화전자대전, 세계한민족문화대전 등의 한국학관련 콘텐츠 개발 및 보급 그리고 한국학을 위한 학술정보의 전산화 등의 연구활동과 관련 사업들을 벌이고 있다. 1978년 6월 법률 제3116호 한국정신문화연구원육성법에 따라 "한국정신문화연구원"(韓國精神文化硏究院)으로 설립되었으며 1980년에는 한국학대학원을 개원하였고 2005년에 한국학중앙연구원육성법이 공포되면서 현재의 이름으로 개칭되었다. 신도시 개발 전인 1978년 설립 당시부터 경기도 성남시 분당구 하오개로 323 (운중동)에 있다.

## 설립 근거
- 한국학중앙연구원 육성법[1]

## 한국학대학원
한국학 관련 인문사회과학 분야의 연구 중심 대학원으로 인문학부(한국사학, 고문헌관리학, 철학, 국어학·국문학), 문화예술학부(인류학·민속학, 종교학, 음악학, 미술사학, 인문정보학), 사회과학부(정치학, 경제학, 사회학, 윤리학, 교육학), 글로벌한국학부(한국문화학, 고전번역학) 등 4개 학부 16개 전공 및 교육과정이 있으며, 외국인 유학생에게 한국어와 한국학 기초 소양을 교육하는 한국문화학당, 일반인에게 한문 고전에 대한 지식을 제공하는 청계서당을 운영하고 있다.

## 학술연구
전통한국학연구센터, 현대한국학연구센터, 비교한국학연구센터 등 3개 연구 센터를 중심으로 한국학 연구정보의 집대성, 장단기 한국학연구 기획, 콜로키움과 학술대회 개최를 통한 한국학 연구 성과 확산 활동을 하고 있으며, "한국학(구 정신문화연구)", "Review of Korean Studies", "Korea Journal" 등 한국학 전문 학술지를 발간하고 있다.
- 전통한국학연구센터: 한국의 전통문화를 재조명하고 그 계승방식을 연구
- 현대한국학연구센터: 한국 현대사회의 발전상과 운영원리를 연구
- 비교한국학연구센터: 한국과 외국의 사회와 문화를 비교 연구

또한 한국학진흥사업단 은 국내외 한국학 분야의 연구비 지원을 하고 있다.

## 장서각
장서각은 조선왕실의 도서관으로 1908년 고종 때 시작되어 현재에 이르고 있다. 1918년 이왕직이 창덕궁에 설립한 서고의 이름인 '장서각(藏書閣)'에서 온 이름으로 대한민국의 기록유산인 국가왕실문헌 및 민간사대부문헌을 관리·연구하는 도서관이자 학술연구기관이다. 1981년 대통령령 제10,588호 '문화재관리국직제개정령'에 의해 도서들이 한국정신문화연구원(현 한국학중앙연구원)으로 옮겨지며 현재의 모습을 갖추게 되었다. 조선왕조의궤, 동의보감 등 국가보물을 비롯하여, 사대부 문헌등 민간고문서등을 지속적으로 확보하고 있다. 특히, 전세계 유일한 원나라 법전 '지정조격'(총5권중 3권)을 보유하고 있어, 관련 국가의 관심이 높다.

## 국제협력
해외한국학의 활성화를 위하여 해외 한국학 연구자 연구 지원, 해외에서 개최되는 한국학 관련 학술대회 지원, 한국학관련 출판지원 등 해외한국학 진흥을 위한 사업과 국제 사회에서의 한국에 대한 이해 증진과 국가 브랜드 가치 제고를 위한 다양한 협력 연구 및 교류 활동을 펼치고 있다. 그러나 국제교류재단 등과의 업무 중복문제로 인해 사업전반에 대한 구조적 변화가 필요하다.

## 한국바로알리기사업(*)
외국교과서의 한국관련 내용의 오류 및 시대착오적인 내용을 분석하여 이를 바로잡아, 친한국적인 서술을 유도하여 외국의 차세대들이 한국에 대한 긍정적 이미지를 가질 수 있도록 하는 '한국바로알리기사업'을 교육부 위탁사업으로 운영하고 있다.
한국학중앙연구원에서 국가브랜드 향상을 위한 실질적 성과를 내고 있는 사업이고, 자칫 외교문제로 번질 우려가 있는 민감한 사항인 외국교과서의 수정을 요구하는 것에 대해 해당 담당자들이 지혜롭게 전략을 세워 매년 지속적인 성과를 달성하고 있다.
특히, 2003년 이후 진행된 동 사업의 성과내용을 보면 2013년이후 급격한 성과를 내고 있는 바, 외국교과서의 개선에 상당한 기간이 소요되는 것을 고려한다면, 2010년 전후로 해당 업무에 인적, 물적 쇄신이 있었던 것으로 추측된다.

## 한국학사전편찬부
정보과학기술을 이용한 한국학 연구와 발전 그리고 디지털 콘텐츠 개발 사업을 벌이고 있다. 1991년 한국민족문화대백과사전 초판본을 발간하였으며 다양한 한국의 지방문화를 소개하는 한국향토문화전자대전 시리즈 등을 만들고 있다. 2001년에는 디지털한국학 사이트가 청소년권장 최우수사이트로 선정되어 정보통신부 장관상을 수상하였다.
- 한국민족문화대백과사전
- 한국향토문화전자대전 http://www.grandculture.net
- 세계한민족문화대전 http://www.okpedia.kr
- 한국학 전자도서관 콘텐츠
- 한국학 지식 포털
- 한국역대인물 종합정보 시스템
- 한국학 영문 용어 용례 사전

## 역사
한국학중앙연구원의 전신인 한국정신문화연구원은 한국문화의 심층연구 및 교육 등을 통하여 한국학을 진흥하기 위해 1978년 6월 30일 설립된 정부출연 연구기관으로 설립자는 박정희 전 대통령이다.
한국학중앙연구원에서 박사를 한 문광스님에 따르면, 탄허스님께서 1970년대에 박정희 대통령을 만나 도의적이고 공익적인, 그런 인재를 양성해 국가에 이바지할 수 있는 연구기관을 나라에서 만들면 좋지 않겠나라는 말을 했고 그래서 세워진 것이 문과에는 현재의 한국학중앙연구원이고 이과에는 한국과학기술원이라고 한다. ('먼저 박정희 대통령과는 사이가 각별했던 것으로 보인다. 미래를 준비하기 위해서 필요한 말씀을 해달라는 부탁에 탄허는 인재 부족, 식량 부족, 물 부족 등 세 가지를 제시했다. 앞으로 도의적 인재가 부족할 테니 문과와 이과로 나누어 국가에서 미래를 준비할 인재를 양성할 수 있는 특별 교육 기관을 설립하라는 것이었다. 그리하여 개원된 것이 한국과학기술원과 정신문화연구원이었다고 한다.' _ 문광 지음, 탄허학 연구 중 )

### 연혁
- 1978년 6월 22일: 한국정신문화연구원 설립인가
- 1978년 6월 30일: 한국정신문화연구원 개원
- 1978년 6월: 개원, 초대 원장 이선근 박사 취임
- 1980년 3월 5일: 한국학대학원 개원
- 1980년 3월: 한국민족문화대백과사전 편찬부 발족
- 1980년 1월: 제2대 원장 고병익 박사 취임
- 1981년 6월: 도서관 준공
- 1982년 1월: 제3대 원장 정재각 박사 취임
- 1983년 2월: 제4대 원장 류승국 박사 취임
- 1984년 5월: 대학원 강의동 준공
- 1986년 2월: 제5대 원장 문홍주 박사 취임
- 1988년 9월: 제6대 원장 김철준 박사 취임
- 1989년 5월: 제7대 원장 이현재 박사 취임
- 1992년 5월: 제8대 원장 이현재 박사 취임
- 1995년 5월: 제9대 원장 이영덕 박사 취임
- 1991년 12월: 한국민족문화대백과사전 초판 발간
- 1996년 2월: 한국학정보센터 설립
- 1997년 4월: 현대사연구소 설립
- 1998년 12월: 제10대 원장 한상진 박사 취임
- 2001년 1월: 제11대 원장 이상주 박사 취임
- 2001년 9월: 제12대 원장 장을병 박사 취임
- 2004년 11월: 제13대 원장 윤덕홍 박사 취임
- 2005년 1월 27일: 한국학중앙연구원육성법중개정법률 공포
- 2005년 2월 1일: 한국학중앙연구원으로 명칭변경
- 2008년 4월 21일: 제14대 원장 김정배 박사 취임
- 2011년 4월 21일: 제15대 원장 정정길 박사 취임
- 2013년 9월 17일: 제16대 원장 이배용 박사 취임
- 2016년 9월 21일: 제17대 원장 이기동 명예교수 취임
- 2017년 11월 14일: 제18대 원장 안병욱 박사 취임
- 2020년 12월 14일: 제19대 원장 안병우 박사 취임
- 2024년 7월 29일: 제20대 원장 김낙년 박사 취임

## 조직

### 한국학중앙연구원장
- 원무회의
- 감사부
- 한국학진흥사업단
  - 사업기획실
  - 사업관리실

#### 부원장
- 기획처
  - 기획조정실
  - 혁신홍보팀
- 사무국
  - 총무시설팀
  - 인력개발팀
  - 재무회계팀
  - 정보보안관리팀
- 한국학대학원
  - 교학처
    - 교학실
    - 인문학부
    - 문화예술학부
    - 사회과학부
    - 글로벌한국학부
- 장서각
  - 왕실문헌연구실
  - 고문서연구실
  - 자료보존관리팀
- 한국문화교류센터
  - 해외한국학지원실
  - 한국바로알리기사업실
- 한국학사전편찬부
  - 문화콘텐츠편찬실
  - 백과사전편찬실
- 한국학학술정보관
  - 한국학정보화실
  - 문헌정보팀
- 연구처
  - 연구정책실
  - 연구행정실
  - 출판실
  - 전통한국연구소
  - 현대한국연구소
  - 비교문화연구소
  - 자율연구소
- 출판문화부
  - 도서출판실
  - 학술지간행실

## 역대 원장
- 초대 이선근
- 제2대 고병익
- 제3대 정재각
- 제4대 류승국
- 제5대 문홍주
- 제6대 김철준
- 제7대 이현재
- 제8대 이현재
- 제9대 이영덕
- 제10대 한상진
- 제11대 이상주
- 제12대 장을병
- 제13대 윤덕홍
- 제14대 김정배
- 제15대 정정길
- 제16대 이배용
- 제17대 이기동
- 제18대 안병욱
- 제19대 안병우

## 같이 보기
- 대한민국의 국립 대학 목록
- 대한민국의 대학 목록
- 대한민국의 교육